# Lions Cove
Die Lions Cove (polnisch Lwia Zatoka ‚Löwenbucht‘) ist eine Bucht am Westufer der King George Bay von King George Island im Archipel der Südlichen Shetlandinseln. Sie liegt zwischen dem Lions Rump und dem Mazurek Point.
Polnische Wissenschaftler benannten sie 1980 in Anlehnung an die deskriptive Benennung des Lions Rump.